# Xã Morrow, Quận Washington, Arkansas
Xã Morrow (tiếng Anh: Morrow Township) là một xã thuộc quận Washington, tiểu bang Arkansas, Hoa Kỳ. Năm 2010, dân số của xã này là 466 người.